# Petrești (okręg Vrancea)
Petrești – wieś w Rumunii, w okręgu Vrancea, w gminie Vânători. W 2011 roku liczyła 1057
mieszkańców.